# Danau Cala
Danau Cala is een bestuurslaag in het regentschap Musi Banyuasin van de provincie Zuid-Sumatra, Indonesië. Danau Cala telt 2840 inwoners (volkstelling 2010).